# Sonnentanz
Sonnentanz is een single van het Oostenrijkse duo Klangkarussell uit 2012.
Het was de eerste single die het duo uitbracht en leverde hen meteen een groot succes op. Het werd eerst een grote hit in de Duitstalige landen en daarna (in 2013) ook in de rest van West-Europa. De single bereikte de top 10 in onder meer België en het Verenigd Koninkrijk. In de Nederlandse Top 40 behaalde het de eerste positie, waarmee het de dertiende volledig instrumentale nummer 1-hit uit de geschiedenis van die hitlijst werd. In de week van 16 maart 2013 was het een Dancesmash op Radio 538. Het nummer staat op de bovenste positie van de Summer Dance 15 van radioprogramma The X Vibe, een lijst met de beste zomerse dansproducties ooit gemaakt.

## Tracklist
| Soort geluidsdrager | Uitgebracht | Tracks                                  | Duur |
| ------------------- | ----------- | --------------------------------------- | ---- |
| Promo - download    | 10-09-2012  | Sonnentanz                              | 3:52 |
| cd-single           | 13-09-2012  | Sonnentanz (Original Version)           | 6:03 |
| cd-single           | 13-09-2012  | Sonnentanz (Oliver Koletzki Remix)      | 6:43 |
| Promo - download    | 18-03-2013  | Sonnentanz (Rollo and Sister Bliss RMX) | 6:24 |

## Hitnoteringen
| Hitlijst            | Datum van binnenkomst | Hoogste positie | Aantal weken | Laatste notering |
| ------------------- | --------------------- | --------------- | ------------ | ---------------- |
| Single Top 100      | 02-03-2013            | 1               | 30           | 21-09-2013       |
| Nederlandse Top 40  | 16-03-2013            | 1               | 22           | 10-08-2013       |
| Summer Dance 15     | 20-06-2024            | 1               | ?            | heden            |
| Vlaamse Ultratop 50 | 06-04-2013            | 3               | 23           | 14-09-2013       |
| Waalse Ultratop 50  | 04-05-2013            | 7               | 21           | 21-09-2013       |
| Deense Top 40       | 25-10-2013            | 31              | 1            | 25-10-2013       |
| Duitse Top 100      | 24-08-2012            | 4               | 104          | 2014             |
| Franse Top 200      | 22-12-2012            | 22              | 43           | 26-07-2014       |
| Oostenrijkse Top 75 | 24-08-2012            | 3               | 67           | 22-08-2014       |
| UK Singles Chart    | 31-08-2013            | 3               | 20           | 07-06-2014       |
| Zwitserse Top 75    | 26-08-2012            | 3               | 87           | 17-08-2014       |

### Nederlandse Top 40
| Hitnotering: 16-03-2013 t/m 10-08-2013 | Hitnotering: 16-03-2013 t/m 10-08-2013 | Hitnotering: 16-03-2013 t/m 10-08-2013 | Hitnotering: 16-03-2013 t/m 10-08-2013 | Hitnotering: 16-03-2013 t/m 10-08-2013 | Hitnotering: 16-03-2013 t/m 10-08-2013 | Hitnotering: 16-03-2013 t/m 10-08-2013 | Hitnotering: 16-03-2013 t/m 10-08-2013 | Hitnotering: 16-03-2013 t/m 10-08-2013 | Hitnotering: 16-03-2013 t/m 10-08-2013 | Hitnotering: 16-03-2013 t/m 10-08-2013 | Hitnotering: 16-03-2013 t/m 10-08-2013 | Hitnotering: 16-03-2013 t/m 10-08-2013 | Hitnotering: 16-03-2013 t/m 10-08-2013 | Hitnotering: 16-03-2013 t/m 10-08-2013 | Hitnotering: 16-03-2013 t/m 10-08-2013 | Hitnotering: 16-03-2013 t/m 10-08-2013 | Hitnotering: 16-03-2013 t/m 10-08-2013 | Hitnotering: 16-03-2013 t/m 10-08-2013 | Hitnotering: 16-03-2013 t/m 10-08-2013 | Hitnotering: 16-03-2013 t/m 10-08-2013 | Hitnotering: 16-03-2013 t/m 10-08-2013 | Hitnotering: 16-03-2013 t/m 10-08-2013 | Hitnotering: 16-03-2013 t/m 10-08-2013 |
| Week:                                  | 1                                      | 2                                      | 3                                      | 4                                      | 5                                      | 6                                      | 7                                      | 8                                      | 9                                      | 10                                     | 11                                     | 12                                     | 13                                     | 14                                     | 15                                     | 16                                     | 17                                     | 18                                     | 19                                     | 20                                     | 21                                     | 22                                     |                                        |
| -------------------------------------- | -------------------------------------- | -------------------------------------- | -------------------------------------- | -------------------------------------- | -------------------------------------- | -------------------------------------- | -------------------------------------- | -------------------------------------- | -------------------------------------- | -------------------------------------- | -------------------------------------- | -------------------------------------- | -------------------------------------- | -------------------------------------- | -------------------------------------- | -------------------------------------- | -------------------------------------- | -------------------------------------- | -------------------------------------- | -------------------------------------- | -------------------------------------- | -------------------------------------- | -------------------------------------- |
| Positie:                               | 14                                     | 2                                      | 2                                      | 1                                      | 1                                      | 2                                      | 2                                      | 4                                      | 5                                      | 8                                      | 9                                      | 13                                     | 16                                     | 18                                     | 18                                     | 19                                     | 22                                     | 24                                     | 27                                     | 27                                     | 30                                     | 35                                     | uit                                    |

### NederlandseSingle Top 100
| Hitnotering: 02-03-2013 t/m 21-09-2013 | Hitnotering: 02-03-2013 t/m 21-09-2013 | Hitnotering: 02-03-2013 t/m 21-09-2013 | Hitnotering: 02-03-2013 t/m 21-09-2013 | Hitnotering: 02-03-2013 t/m 21-09-2013 | Hitnotering: 02-03-2013 t/m 21-09-2013 | Hitnotering: 02-03-2013 t/m 21-09-2013 | Hitnotering: 02-03-2013 t/m 21-09-2013 | Hitnotering: 02-03-2013 t/m 21-09-2013 | Hitnotering: 02-03-2013 t/m 21-09-2013 | Hitnotering: 02-03-2013 t/m 21-09-2013 | Hitnotering: 02-03-2013 t/m 21-09-2013 | Hitnotering: 02-03-2013 t/m 21-09-2013 | Hitnotering: 02-03-2013 t/m 21-09-2013 | Hitnotering: 02-03-2013 t/m 21-09-2013 | Hitnotering: 02-03-2013 t/m 21-09-2013 | Hitnotering: 02-03-2013 t/m 21-09-2013 | Hitnotering: 02-03-2013 t/m 21-09-2013 | Hitnotering: 02-03-2013 t/m 21-09-2013 | Hitnotering: 02-03-2013 t/m 21-09-2013 | Hitnotering: 02-03-2013 t/m 21-09-2013 |
| Week:                                  | 1                                      | 2                                      | 3                                      | 4                                      | 5                                      | 6                                      | 7                                      | 8                                      | 9                                      | 10                                     | 11                                     | 12                                     | 13                                     | 14                                     | 15                                     | 16                                     | 17                                     | 18                                     | 19                                     | 20                                     |
| -------------------------------------- | -------------------------------------- | -------------------------------------- | -------------------------------------- | -------------------------------------- | -------------------------------------- | -------------------------------------- | -------------------------------------- | -------------------------------------- | -------------------------------------- | -------------------------------------- | -------------------------------------- | -------------------------------------- | -------------------------------------- | -------------------------------------- | -------------------------------------- | -------------------------------------- | -------------------------------------- | -------------------------------------- | -------------------------------------- | -------------------------------------- |
| Positie:                               | 69                                     | 9                                      | 3                                      | 3                                      | 1                                      | 1                                      | 4                                      | 4                                      | 5                                      | 7                                      | 8                                      | 11                                     | 14                                     | 20                                     | 25                                     | 24                                     | 27                                     | 36                                     | 30                                     | 23                                     |
| Week:                                  | 21                                     | 22                                     | 23                                     | 24                                     | 25                                     | 26                                     | 27                                     | 28                                     | 29                                     | 30                                     |                                        |                                        |                                        |                                        |                                        |                                        |                                        |                                        |                                        |                                        |
| Positie:                               | 26                                     | 25                                     | 30                                     | 33                                     | 48                                     | 58                                     | 64                                     | 85                                     | 87                                     | 92                                     | uit                                    |                                        |                                        |                                        |                                        |                                        |                                        |                                        |                                        |                                        |

### VlaamseUltratop 50
| Hitnotering: (Week 1 t/m 22) 06-04-2013 t/m 31-08-2013 Hitnotering: (Week 23) 14-09-2013 | Hitnotering: (Week 1 t/m 22) 06-04-2013 t/m 31-08-2013 Hitnotering: (Week 23) 14-09-2013 | Hitnotering: (Week 1 t/m 22) 06-04-2013 t/m 31-08-2013 Hitnotering: (Week 23) 14-09-2013 | Hitnotering: (Week 1 t/m 22) 06-04-2013 t/m 31-08-2013 Hitnotering: (Week 23) 14-09-2013 | Hitnotering: (Week 1 t/m 22) 06-04-2013 t/m 31-08-2013 Hitnotering: (Week 23) 14-09-2013 | Hitnotering: (Week 1 t/m 22) 06-04-2013 t/m 31-08-2013 Hitnotering: (Week 23) 14-09-2013 | Hitnotering: (Week 1 t/m 22) 06-04-2013 t/m 31-08-2013 Hitnotering: (Week 23) 14-09-2013 | Hitnotering: (Week 1 t/m 22) 06-04-2013 t/m 31-08-2013 Hitnotering: (Week 23) 14-09-2013 | Hitnotering: (Week 1 t/m 22) 06-04-2013 t/m 31-08-2013 Hitnotering: (Week 23) 14-09-2013 | Hitnotering: (Week 1 t/m 22) 06-04-2013 t/m 31-08-2013 Hitnotering: (Week 23) 14-09-2013 | Hitnotering: (Week 1 t/m 22) 06-04-2013 t/m 31-08-2013 Hitnotering: (Week 23) 14-09-2013 | Hitnotering: (Week 1 t/m 22) 06-04-2013 t/m 31-08-2013 Hitnotering: (Week 23) 14-09-2013 | Hitnotering: (Week 1 t/m 22) 06-04-2013 t/m 31-08-2013 Hitnotering: (Week 23) 14-09-2013 | Hitnotering: (Week 1 t/m 22) 06-04-2013 t/m 31-08-2013 Hitnotering: (Week 23) 14-09-2013 | Hitnotering: (Week 1 t/m 22) 06-04-2013 t/m 31-08-2013 Hitnotering: (Week 23) 14-09-2013 | Hitnotering: (Week 1 t/m 22) 06-04-2013 t/m 31-08-2013 Hitnotering: (Week 23) 14-09-2013 | Hitnotering: (Week 1 t/m 22) 06-04-2013 t/m 31-08-2013 Hitnotering: (Week 23) 14-09-2013 | Hitnotering: (Week 1 t/m 22) 06-04-2013 t/m 31-08-2013 Hitnotering: (Week 23) 14-09-2013 | Hitnotering: (Week 1 t/m 22) 06-04-2013 t/m 31-08-2013 Hitnotering: (Week 23) 14-09-2013 | Hitnotering: (Week 1 t/m 22) 06-04-2013 t/m 31-08-2013 Hitnotering: (Week 23) 14-09-2013 | Hitnotering: (Week 1 t/m 22) 06-04-2013 t/m 31-08-2013 Hitnotering: (Week 23) 14-09-2013 |
| Week:                                                                                    | 1                                                                                        | 2                                                                                        | 3                                                                                        | 4                                                                                        | 5                                                                                        | 6                                                                                        | 7                                                                                        | 8                                                                                        | 9                                                                                        | 10                                                                                       | 11                                                                                       | 12                                                                                       | 13                                                                                       | 14                                                                                       | 15                                                                                       | 16                                                                                       | 17                                                                                       | 18                                                                                       | 19                                                                                       | 20                                                                                       |
| ---------------------------------------------------------------------------------------- | ---------------------------------------------------------------------------------------- | ---------------------------------------------------------------------------------------- | ---------------------------------------------------------------------------------------- | ---------------------------------------------------------------------------------------- | ---------------------------------------------------------------------------------------- | ---------------------------------------------------------------------------------------- | ---------------------------------------------------------------------------------------- | ---------------------------------------------------------------------------------------- | ---------------------------------------------------------------------------------------- | ---------------------------------------------------------------------------------------- | ---------------------------------------------------------------------------------------- | ---------------------------------------------------------------------------------------- | ---------------------------------------------------------------------------------------- | ---------------------------------------------------------------------------------------- | ---------------------------------------------------------------------------------------- | ---------------------------------------------------------------------------------------- | ---------------------------------------------------------------------------------------- | ---------------------------------------------------------------------------------------- | ---------------------------------------------------------------------------------------- | ---------------------------------------------------------------------------------------- |
| Positie:                                                                                 | 9                                                                                        | 4                                                                                        | 4                                                                                        | 3                                                                                        | 4                                                                                        | 7                                                                                        | 6                                                                                        | 9                                                                                        | 10                                                                                       | 11                                                                                       | 13                                                                                       | 16                                                                                       | 15                                                                                       | 24                                                                                       | 26                                                                                       | 30                                                                                       | 33                                                                                       | 38                                                                                       | 41                                                                                       | 45                                                                                       |
| Week:                                                                                    | 21                                                                                       | 22                                                                                       |                                                                                          | 23                                                                                       |                                                                                          |                                                                                          |                                                                                          |                                                                                          |                                                                                          |                                                                                          |                                                                                          |                                                                                          |                                                                                          |                                                                                          |                                                                                          |                                                                                          |                                                                                          |                                                                                          |                                                                                          |                                                                                          |
| Positie:                                                                                 | 46                                                                                       | 50                                                                                       | uit                                                                                      | 49                                                                                       | uit                                                                                      |                                                                                          |                                                                                          |                                                                                          |                                                                                          |                                                                                          |                                                                                          |                                                                                          |                                                                                          |                                                                                          |                                                                                          |                                                                                          |                                                                                          |                                                                                          |                                                                                          |                                                                                          |